# KUROKO
KUROKO（くろこ、1964年12月3日 - 2013年7月28日）は、日本のタレント。本名は藤澤真奈美（旧姓：三好）。妹が居る。

## 人物
大阪府生まれ。小学5年生の時から東京都三鷹市に移り住む。東京都立桜水商業高等学校（現:東京都立杉並総合高等学校）卒業。かしまし娘に魅了され、笑いをとったり喋ったりという仕事に興味を持つ。高校3年生の時に就職希望調査票に「有名人」と書いたほどだった。18歳にてファッション雑誌『Fine』の読者モデルに選ばれる。趣味のサーフィンで日焼けしていたことから「KUROKO」の芸名がつけられ、同誌がスポンサードしていた ラジオ日本『BIGWAVEFINEときめき放送局』でデビュー。その後、文化放送のラジオ番組などでパーソナリティを務め、1984年の20歳の時、テレビ朝日の『独占!女の60分』に出演しテレビ界へ進出。同番組では持ち前の運動神経の良さを発揮して体当たり的なリポートが多く、得意とする大型バイクやモトクロスなどのアクティブなリポートとあわせて軽妙なトークで人気を博した。
以後、1987年の23歳にて、タレントの藤沢一賀と結婚。1994年には個人事務所「マイズカンパニー」を設立。代表者の傍ら、ラジオ日本『いってらっしゃ〜い!』でのレギュラー等でも活躍した。
2013年7月28日、旅行中の韓国で倒れ（急性大動脈解離）、緊急手術を受けるも甲斐なく死去。48歳没。

## 出演履歴

### テレビ
- テレビ朝日『独占!女の60分』
- テレビ東京『TVアップル』
- TBS『上岡龍太郎がズバリ!』
- テレビ朝日『邦子がタッチ』
- テレビ東京『土曜スペシャル』
- テレビ東京『ザ・スターボウリング』
- 日本テレビ『どっきりカメラ』
- テレビ朝日『プレステージ』
- テレビ東京『ハッピートゥディ』
- フジテレビ『一枚の写真』

## ラジオ
- TOKYO FM『矢沢永吉スペシャル』
- ラジオ日本『日曜格闘技談』
- 文化放送『芳暁・KUROKOのアイドルだ！』
- ラジオ日本『アイドルサウンド』
- ラジオ日本『ときめき放送』